# La ville est un échiquier
La ville est un échiquier (titre original : The Squares of the City) est un roman de John Brunner publié en 1965.

## Résumé
Ciudad de Vados est une mégalopole futuriste située en plein cœur de l'Amérique centrale que le président-dictateur Vados a fait construire à l'aide des meilleurs spécialistes de l'urbanisme universel en espérant gagner ainsi l'immortalité.
Pour régler les problèmes de circulation, il a fait appel à Boyd Hakluyt qui, peu à peu, se rend compte qu'il est manipulé, qu'il est au centre d'un piège fantastique.
L'action se développe selon les techniques et les méthodes du jeu d'échecs, les parties jouées, les coups administrés sont donc parfaitement logiques et réalisables.
La partie d'échecs du roman est la 16e partie du match du Championnat du monde d'échecs 1892 opposant Steinitz à Tchigorine.

## Éditions
- La ville est un échiquier, traduit de l'anglais par René Baldy, Calmann-Lévy, coll. « Dimensions SF » no 4, 416 p., 1973
- La ville est un échiquier, traduit de l'anglais par René Baldy, Le Livre de poche, coll. « Science-fiction » no 7016, 448 p., 1977  (ISBN 2253018198)
- La ville est un échiquier, traduit de l'anglais par René Baldy, Pocket, coll. « Pocket Science-fiction » no 5206, 384 p., 1985  (ISBN 2266015605)